# Ærteblomst-familien
Ærteblomstfamilien (Fabaceae) er urter, buske eller træer. Bladene er spredte, ofte med fodflige og sammensatte. Blomsterne er uregelmæssige (kun én symmetriakse). De er samlet i aks, klaser eller hoveder. Frugterne er bælge med få til mange frø. Planterne har symbiose med knoldbakterier.
| Slægter |

Caesalpinioideae
- Brasiltræslægten (Caesalpinia)
- Johannesbrødslægten (Ceratonia)
- Judastræ (Cercis)
- Tretorn (Gleditsia)

Mimosoideae
- Akacie (Acacia)
- Albizia
- Mimose (Mimosa)

Faboideae
- Adamguldregn (+Laburnocytisus)
- Aspalathus
- Astragel (Astragalus)
- Blærebælg (Colutea)
- Blåregn (Wisteria)
- Bukkehorn (Trigonella)
- Bønne (Phaseolus) – bønnearter fra Nord- og Sydamerika
- Bønne (Vigna) – bønnearter fra Europa, Asien og Afrika
- Derris (Derris)
- Dværggyvel (Chamaecytisus)
- Esparsette (Onobrychis)
- Fladbælg (Lathyrus)
- Fugleklo (Ornithopus)
- Guldregn (Laburnum)
- Gyvel (Cytisus)
- Gyvel (Chamaecytisus)
- Hanekløver (Hedysarum)
- Hestesko (Hippocrepis)
- Indigoslægten (Indigofera)
- Kantbælg (Tetragonolobus) – gammelt navn, se under Kællingetand
- Kikært-slægten (Cicer)
- Kladrastis (Cladrastis)
- Kløver (Trifolium)
- Kløverbusk (Lespedeza)
- Krageklo (Ononis)
- Kronvikke (Coronilla)
- Kronvikke (Securigera)
- Kællingetand (Lotus)
- Lakrids-slægten (Glycyrrhiza)
- Linse-slægten (Lens)
- Lupin (Lupinus)
- Maackia
- Maramabønne-slægten (Tylosema)
- Pagodetræslægten (Styphnolobium)
- Perlebælg (Hippocrepis)
- Petteria
- Robinie (Robinia)
- Rundbælg (Anthyllis)
- Sneglebælg (Medicago)
- Sophora
- Spartium
- Spidsbælg (Oxytropis)
- Stenkløver (Melilotus)
- Stregbælg (Galega)
- Særkrone (Amorpha)
- Tornblad (Ulex)
- Torngyvel (Calicotome)
- Vikke (Vicia)
- Visse (Genista)
- Ært (Pisum)
- Ærtetræ (Caragana)